# Roger Machin

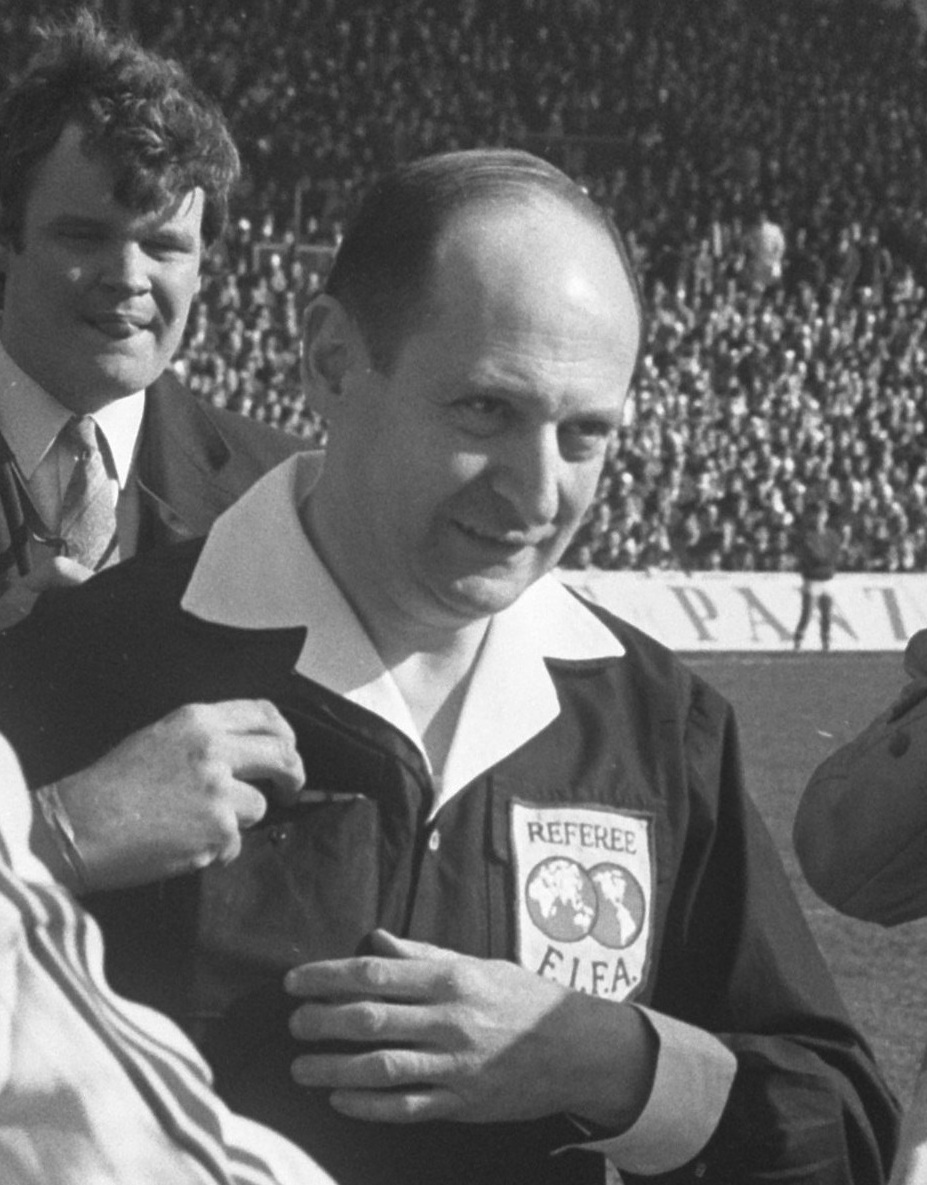
Roger Machin (1969)

Roger Machin (* 26. April 1926 in Montchanin-lès-Mines; † 17. Januar 2021 in Pont-à-Mousson) war ein französischer Fußballschiedsrichter.

## Sportlicher Werdegang
Machin pfiff zunächst Spiele in der Ligue du Nord-Est, ehe er in den 1950er Jahren in den landesweiten Fußball aufstieg und ab 1961 Spiele in der Division 1 leitete. Ab Mitte der 1960er Jahre stand er auf der FIFA-Schiedsrichterliste, am 23. Oktober 1966 kam er bei einem Freundschaftsspiel zwischen Belgien und Luxemburg zu seinem Länderspieldebüt. Bis 1975 dauerte seine aktive Karriere an, dabei trug er in über 250 Erstligaspielen die seinerzeit noch durchgehend schwarze Schiedsrichterkluft.
Im Wettbewerb um die Coupe de France wurde Machin in der Saison 1968/69 die Leitung des Endspiels angetragen, beim Spiel am 18. Mai 1969 im Stade Olympique Yves-du-Manoir in Colombes stand er mit dem späteren Titelträger Olympique Marseille sowie Girondins Bordeaux auf dem Spielfeld. Im selben Jahr pfiff er das in Europa ausgetragene Hinspiel um den Weltpokal, die AC Mailand legte mit einem 3:0-Heimerfolg im San Siro gegen Estudiantes de La Plata den Grundstein für den Titelgewinn. Nachdem er bereits in der Qualifikation zur Weltmeisterschaft 1970 Spiele geleitet hatte, gehörte er zu den von der UEFA nominierten Unparteiischen für das Endrundenturnier in Mexiko. Als Hauptschiedsrichter kam er zu einem Einsatz, im abschließenden Gruppenspiel sicherte sich dabei Titelverteidiger England durch einen 1:0-Erfolg gegen die Tschechoslowakei den Einzug in die K.O-Runde.
1998 wurde Machin im Rang eines Ritters („Chevalier“) in die Ehrenlegion aufgenommen.